# Jelenia Góra Przemysłowa
Jelenia Góra Przemysłowa – kolejowy przystanek osobowy przy ul. Spółdzielczej w Jeleniej Górze, w województwie dolnośląskim, w Polsce. Przystanek funkcjonuje od 15 grudnia 2019 r. W roku 2022 dobowa wymiana pasażerska na stacji wynosiła 0-9 pasażerów.